# 窪田登司
窪田 登司（くぼた たかし、1940年 - ）は、オーディオ評論家、科学技術ライター。岡山県岡山市出身。
1964年に東京電機大学電気通信工学科を卒業し、1972年NHK出版「電波科学」誌で評論家としての活動を始めた。
オーディオアンプの製作に関する記事をオーディオ雑誌に執筆している。ディスクリートのオーディオアンプ回路を設計・発表しており、「窪田式アンプ」と呼ばれている。
1993年に、アインシュタインの相対性理論に疑義を表明する記事をエレクトロニクスライフ誌に発表。以後、関連書籍の上梓やウェブページなどを通して、相対論は間違っている、とする論を主張している。なかでもブラッドリーの光行差の現象に対して相対論とは異なる理論展開をしている。2017年まで東京の音響芸術専門学校の講師を長く務めていたが、健康上の都合で退任し、その後は学校経営の評議員となっている。

## 著書
- オーディオ関連
  - 『アンプ製作のノウハウ』《ホビーエレクトロニクス》、1979年 日本放送出版協会、ISBN 978-4-14-075004-9
  - 『FETアンプ製作集』-やさしく作れるスーパーアンプ-、1988年 誠文堂新光社、ISBN 978-4-416-18806-4
  - 『すぐに役立つビジュアルシステム応用百科』-AVの全てがわかる-、1988年 誠文堂新光社、ISBN 978-4-416-18840-8
  - 『半導体アンプ製作技法 』、1995年誠文堂新光社、ISBN 978-4-416-19503-1
- 相対論は間違っている関連
  - 『アインシュタインの相対性理論は間違っていた 』、1993年 徳間書店、ISBN 978-4-19-555191-2
  - 『アインシュタイン』-崩壊する相対性理論-、1996年 技術出版、ISBN 978-4-906255-27-6
  - 『アインシュタイン相対性理論の謎と疑問』-自分で考えてみよう-、1997年 総合電子出版社、ISBN 978-4-915449-87-1
  - 『20世紀最大の事故 相対性理論の謎を解く』-、2010年 郁朋社、ISBN 978-4-873024-64-6